# استیون بلکهارت
استیون بلکهارت (انگلیسی: Stephen Blackehart؛ زادهٔ ۱ دسامبر ۱۹۶۷) بازیگر، تهیه‌کننده فیلم
 و نویسنده اهل ایالات متحده آمریکا است. او دانش‌آموختهٔ آکادمی موسیقی و هنرهای نمایشی لندن است.
از فیلم‌ها یا برنامه‌های تلویزیونی که وی در آن نقش داشته است، می‌توان به ساعت شلوغی، اسلحه مرگبار ۴، سوپر، آزمایش بلکو، نگهبانان کهکشان، نگهبانان کهکشان بخش ۲ و آناتومی گری اشاره کرد.